# Yên Kỳ (nước)
Yên Kì (tiếng Trung: 焉耆; bính âm: Yānqí; Wade-Giles Yen-ch’i; tiếng Phạn अग्निदेस Agnideśa), hay Karasahr (cũng viết là Karashahr, nghĩa là 'thành phố đen' trong tiếng Uyghur), trước đây còn gọi là A Kì Ni (阿耆尼) hay Ô Di (乌夷), là một quốc gia cổ trên Con đường tơ lụa và nay là thủ phủ của Huyện tự trị dân tộc Hồi Yên Kỳ, Tân Cương tại địa khu Bayin'gholin ở Tân Cương, tây bắc Trung Quốc. Theo điều tra năm 2000 của Trung Quốc, đô thị có 29.000 cư dân, và phát triển thành 31.773 người vào năm 2006; trong đó có 16.032 người Hán, 7781 người Hồi, 7154 người Uyghur, 628 người Mông Cổ, và 178 thuộc các dân tộc khác, dân cư nông nghiệp gồm 1078 người.
Đô thị được kết nối dễ dàng, nằm bên sông sông Khai Đô (trong thời cổ đại gọi là Lưu Sa Hà), Quốc lộ 314 và đường sắt Nam Cương, và là một trung tâm phân phối vật liệu quan trọng và trung tâm kinh doanh trong khu vực. Đô thị có 10 ủy bản cư dân.
Tên tiếng Phạn Phật giáo của đô thị là 'Agni' hay 'Lửa.' "Yên Kỳ, dường như bắt nguồn từ tên địa phương là yanghi, một từ tiếng Đột Quyết có nghĩa là "lửa". Thành phố này từng có thời được gọi là Yanghi-shaher hay thành phố Lửa. Huyền Trang, một người chặt chẽ về sự chính xác và có phần thiên vị Ấn Độ, đã dùng từ lửa trong tiếng Phạn là agni, và phiên sang tiếng Trung để trở thành 'O-ki-ni' (A Kì Ni)."

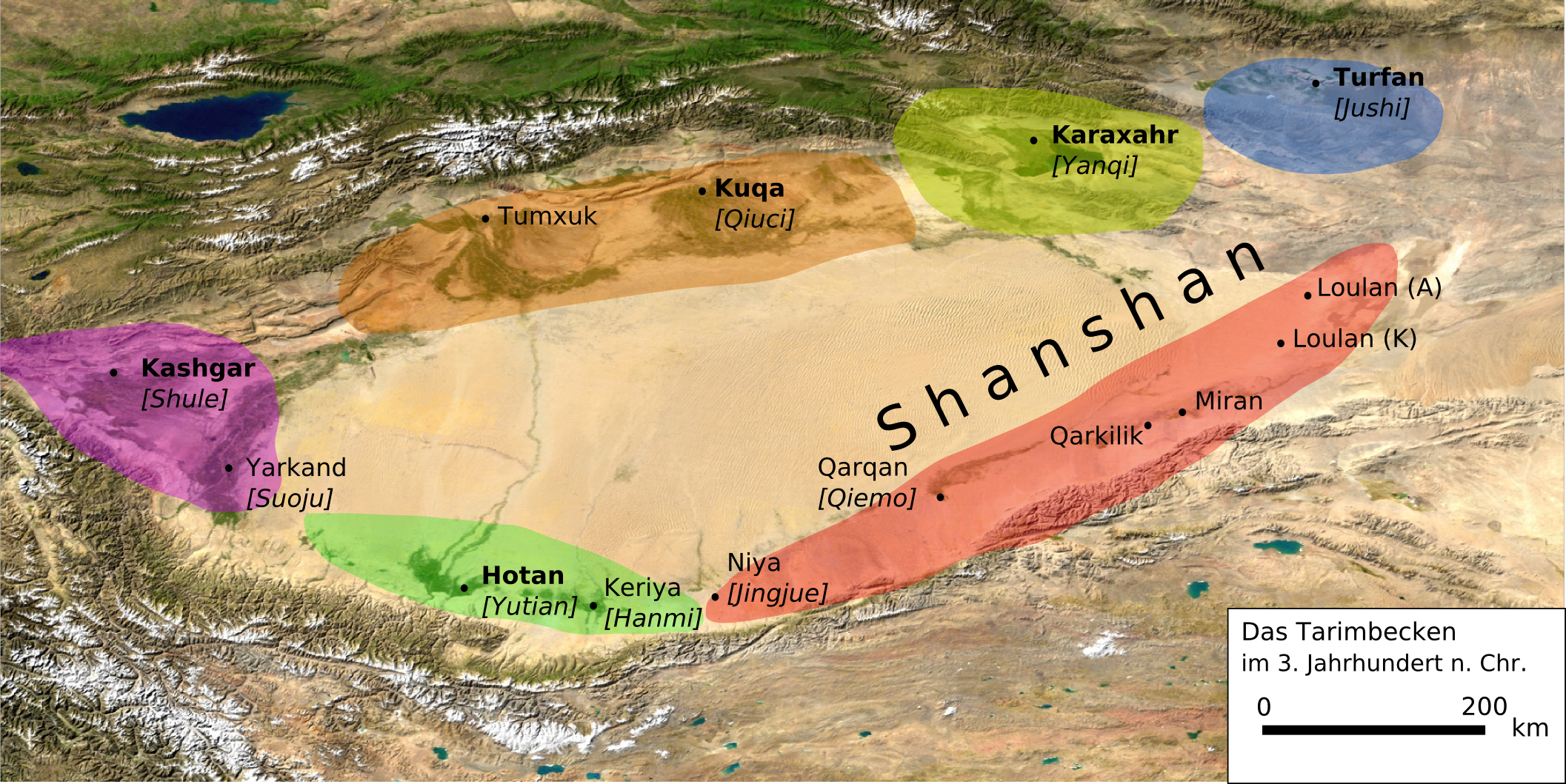
Lòng chảo Tarim vào thế kỷ 3, Yên Kỳ được thể hiện với tên Karaxahr (màu vàng xanh)

## Địa lý
Đô thị Yên Kỳ hiện nay nằm cách 24 kilômét (15 mi) về phía tây của hồ Bosten. Hồ có chiều dài 81 kilômét (50 mi) từ đông sang tây và chiều rộng 48 kilômét (30 mi) từ bắc xuống nam, với diện tích bề mặt 1.000 kilômét vuông (390 dặm vuông Anh), khiến nó trở thành hồ lớn nhất tại Tân Cương. Hồ được ghi chép từ thời nhà Hán với sự phong phú về cá của nó. Hồ nhận nước từ sông Khai Đô còn sông Khổng Tước chảy ra từ hồ qua Korla, sa mạc Taklamakan đến Lop Nur. Cũng có rất nhiều hồ nhỏ khác trong khu vực.

## Lịch sử
Vương quốc Yên Kỳ là một vương quốc Phật giáo cổ đại nằm trên nhánh của Con đường tơ lụa chạy dọc theo rìa phía bắc của sa mạc Taklamakan tại lòng chảo Tarim. Vào thời nhà Hán nó là một vương quốc lớn và tương đối quan trọng. Yên Kì được chép là có: "15.000 hộ, 52.000 người, và trên 20.000 nam giới có thể chiến đấu. Nó có các dãy núi cao bao quanh cả bốn mặt. Có quá nhiều con đèo nguy hiểm trên tuyến đường tới Khố Xa (Quy Từ) nên có thể phòng thủ dễ dàng. Nước trong hồ Bosten uốn lượn quanh bốn dãy núi, và bao quanh đô thị trên 30 lý [12,5 km]."
Yên Kì được người châu Âu biết đến (với tên Cialis - chuyển tự Ý hóa của tên tiếng Turk Chalish) vào đầu thế kỷ 17, khi giáo sĩ dòng Tên người Bồ Đào Nha là Bento de Góis viếng thăm nơi này trên đường từ Ấn Độ tới Trung Quốc (qua Kabul và Kashgar). De Góis và những người đồng hành đã ở lại "Vương quốc Cialis" vài tháng, trong thời gian đi qua nơi này cùng đoàn lạc đà của các thương nhân người Kashgar trên đường tới nhà Minh (có lẽ để triều cống). Các lữ khách ở lại thành phố Cialis trong ba tháng vào năm 1605, và sau đó tiếp tục đi qua Turfan và Hami (tất cả đều thuộc "Vương quốc Cialis", theo de Góis) để tới biên giới nhà Minh tại Gia Dục quan.

## Láng giềng
Nhà nước cổ đại giáp với Quy Từ và A Khắc Tô ở phía tây, và Thổ Lỗ Phiên ở phía đông. Ở phía nam, qua Korla, và vượt qua sa mạc, là Hòa Điền.
Francis Younghusband, đến thăm Karasahr một thời gian ngắn vào năm 1887 trên hành trình đường bộ từ Bắc Kinh đến Ấn Độ. Ông đã mô tả nó như là "giống như tất cả thị trấn quanh đây, được bao quanh bằng một bức tường bùn, các cổng ra vào được bao phủ bằng các tháp trông giống như tháp chùa Phật giáo. Có một bờ tường hỏa mai bao quanh phần ngoài của bức tường chính, nhưng hiện nay nó hầu như đã bị đổ nát. Bên trong tường thành có một số nha môn, nhưng chỉ có vài ngôi nhà. Bên ngoài, ở phía nam, có một vài cửa hàng và quán trọ."